# Жадовская, Елизавета Александровна
Елизаве́та Александровна Жадо́вская (ум. 22 июня 1860) — русская переводчица и писательница.
Выпустила несколько стихотворных сборников: «Басни и стихотворения Е. А. Жадовской» (М., тип. В. Готье, 1857), «Две легенды в стихах: Отшельник и искуситель» (M., 1860) и «Первообраз смерти, или Братоубийца» (М., 1859). Выпустила стихотворное переложение «Потерянного Рая» и одной песни из «Возвращенного рая» Мильтона (ч. I, М., 1859). Отрицательный отзыв на её перевод Мильтона написал Н. А. Добролюбов.
Стихотворение Е. А. Жадовской «Господь с тобой» («Какой любви привет сравнится»), вошедшее в сборник «Басни и стихотворения Е. А. Жадовской», было положено на музыку А. Н. Шефером (1894).
Похоронена на Миусском кладбище в Москве.